# Brigitte Krex
Brigitte Krex (* 14. Mai 1938 in Potsdam) ist eine deutsche Filmeditorin, die zu den langjährigsten Schnittmeisterinnen des DDR – DEFA-Studios für Spielfilme gehörte. Sie arbeitete u. a. mit Filmregisseuren wie Martin Hellberg, Kurt Maetzig und Herrmann Zschoche zusammen. Nach 1990 arbeitete sie überwiegend in Hamburg bei der NDF (Neue deutsche Filmgesellschaft).
Insgesamt war Krex an mehr als 44 Spielfilm- und Fernsehproduktionen sowie an mehr als 50 Dokumentarfilmen als Editorin beteiligt.

## Leben
Brigitte Krex studierte ab 1955 im ersten Jahrgang der neu gegründeten Fachschule für filmtechnische Berufe Babelsberg, die später der Filmhochschule Babelsberg angegliedert wurde. Sie schloss 1958 mit dem Diplom als Schnittmeisterin ab. Sie begann anschließend ihre Berufstätigkeit beim DEFA-Studio für Spielfilme, zunächst als Assistentin der renommierten Editorin Ursula Rudzki, letztmals 1962 bei Die Entdeckung des Julian Böll. Ihre erste selbständige Schnittarbeit legte sie 1962 unter der Regie von Martin Hellberg bei Minna von Barnhelm vor.
In den Folgejahren arbeitete sie erfolgreich mit Herrmann Zschoche zusammen und war beteiligt an einigen seiner besten Filme, darunter dem 1965 verbotenen Film Karla.
Von 1966 bis 1971 montierte sie mehrere Filme in Zusammenarbeit mit einem der DEFA-Gründer, Kurt Maetzig, an dessen Arbeit sie vor allem den weitgehenden Verzicht auf großes Pathos schätzte.
Brigitte Krex war ebenfalls beteiligt an einigen der besten Filme von Siegfried Kühn. Dessen Satire Das zweite Leben des Friedrich Wilhelm Georg Platow (1972/73) wurde auch durch die Arbeit von Krex, die schwarzweiße und farbige Sequenzen in einen ästhetischen Einklang brachte, zum Meisterwerk.
Eine ebenfalls intensive Zusammenarbeit gab es mit Bernhard Stephan. Stefans Debütfilm Für die Liebe noch zu mager (1973), den Brigitte Krex schnitt, wurde ein großer Publikumserfolg.
1977 montierte sie für Bernhard Stefan den Film Jörg Ratgeb, Maler. Stephan liebte Großaufnahmen von Gesichtern, Händen und Requisiten, und Brigitte Krex schuf in der Montage damit einen ungeduldigen Ablauf, der der Ungebärdigkeit des Malers entsprach. In Stephans Ruth-Werner-Adaption Sonjas Rapport (1982) verschränkte die Editorin Spiel- und Dokumentaraufnahmen miteinander, wodurch der Film eine nüchterne Atmosphäre erhielt.
Neben den Spielfilmen montierte sie bei der DEFA als Auftragsproduktion dreizehn zum Teil mehrteilige TV-Produktionen, darunter Filme unter der Regie von Janos Veiczi, Georgi Kissimow, Christian Steinke und Joachim Kunert. Außerdem montierte sie über 50 Dokumentarfilme, darunter den 1971 beim Internationalen Dokumentarfilmfestival Leipzig (heute DOK Leipzig) mit dem Hauptpreis Goldene Taube ausgezeichneten Wer – wenn nicht wir von Kurt Tetzlaff.
Mit der Wende und der Abwicklung des DEFA-Studios für Spielfilme wurde auch Brigitte Krex 1991 gekündigt.
Sie arbeitete übergangsweise bei der Studiotour Babelsberg als Erklärerin für den Bereich Filmschnitt, ehe sie 1993 für Alexander Jahrreis Der Menschenfresser montierte.
In den folgenden Jahren arbeitete sie in Hamburg bei der NDF (Neue deutsche Filmgesellschaft) freiberuflich und schnitt 1994–2000 57 Folgen der TV-Serie Freunde fürs Leben und 1998–1999 11 Folgen der Serie Drunter und Drüber sowie das TV-Liebesdrama Plötzlich war alles anders unter der Regie von Dagmar Damek.
Trotz Eintritt in das Rentenalter im Jahr 2000 ist Krex auch heute noch gelegentlich als Synchron-Editorin in verschiedenen Synchronstudios tätig, vorrangig bei der BSG (Berliner Synchron GmbH).
Als Würdigung ihrer Leistungen bei der DEFA kommt Brigitte Krex in der ständigen Ausstellung im Filmmuseum Potsdam in einem Videobeitrag persönlich zu Wort und spricht dort über ihre Arbeit als Schnittmeisterin.
Brigitte Krex lebt heute in Potsdam.

## Filmografie (Auswahl)
- 1962: Minna von Barnhelm oder Das Soldatenglück
- 1964: Lütt Matten und die weiße Muschel
- 1965: Karla
- 1965: Engel im Fegefeuer
- 1966: Der Staatsanwalt hat das Wort: Am Mozartplatz
- 1967: Die Fahne von Kriwoj Rog
- 1967: Geschichten jener Nacht (Episode 2)
- 1967: Das Mädchen auf dem Brett
- 1968: Die Nacht im Grenzwald
- 1969: Nebelnacht
- 1969: Käuzchenkuhle
- 1970: He, Du!
- 1971: Verspielte Heimat
- 1973: Das zweite Leben des Friedrich Wilhelm Georg Platow
- 1974: Für die Liebe noch zu mager?
- 1976: Unser stiller Mann
- 1978: Jörg Ratgeb, Maler
- 1979: Die Rache des Kapitäns Mitchell
- 1980: Dach überm Kopf
- 1981: Martin XIII.
- 1983: Der Scout
- 1984: Ach du meine Liebe (Fernsehfilm)
- 1986: Der Traum vom Elch
- 1987: Kindheit
- 1988: Rückfällig
- 1988: Mit Leib und Seele
- 1988: Die Schauspielerin
- 1989–1991: Polizeiruf 110 (Fernsehreihe)
  - 1989:  Unsichtbare Fährten
  - 1990:  Warum ich …
  - 1990:  Das Duell
  - 1991:  Das Treibhaus
- 1990: Der Drache Daniel
- 1994: Der Menschenfresser
- 1994–1997: Freunde fürs Leben (TV-Serie, 57 Folgen)
- 1997: Plötzlich war alles anders (TV)
- 1998–1999: Drunter und drüber (TV-Serie, 11 Folgen)